# Tweener (catch)
Ne doit pas être confondu avec Tweener (tennis).
Au catch, un Tweener est un personnage qui est neutre ou ambigu (il est entre le Face et le Heel). Ils sont parfois référés comme les greys (gris). Un autre terme qui décrit ce type de personnage est antihéros.
Beaucoup d'observateurs du catch, surtout la communauté des smark, considère Diesel, le personnage joué par Kevin Nash à la WWF pendant les années 1990, à être le premier véritable tweener dans le catch américain. Cependant, cette distinction pourrait être donnée à Jake "The Snake" Roberts, souvent étant encouragé malgré son sombre personnage. Allen Coage, remémoré par les fans comme "Bad News Brown", est un autre exemple de tweener. Il est notable que Ric Flair, dans chacun de ses passages en face, continue d'adopter des tactiques de tricheurs.

## Historique
Au milieu et jusqu'à la fin des années 1990, les gimmicks de tweener devenaient populaires et courantes à la ECW, la période de l'ère de la nWo à la WCW, et de l'Ère Attitude à la WWF. C'est à partir de cette période qu'on voyait un nombre de faces favoris de la foule, plutôt que d'adopter des tactiques traditionnelles de face, utiliser à la place des tactiques de heel.
Quelques exemples de ce type sont la nWo Wolfpac, D-Generation X, APA, Lita, 3Live Kru, The Undertaker, Kane, Big Show, Stone Cold Steve Austin, The Rock, Sid Vicious, Sting, Kurt Angle, Cryme Tyme, Samoa Joe, Carlito, la gimmick du « Lie, Cheat and Steal » d'Eddie Guerrero, Mickie James avec son obsession pour Trish Stratus et sa haine envers son amie Ashley Massaro (bien que James a été complètement heel et est redevenue face de nouveau), John Cena dans les mois suivants son dernier face turn en 2003 et Ric Flair qui utilise des tactiques de heel même en étant face
Habituellement, les tweeners s'en prennent simultanément aux faces et heels. Il y a des occasions où ils font meilleure équipe avec des faces que des heels donnant ainsi la signification du terme « clean house ». Par exemple, Stone Cold Steve Austin et The Rock, même étant rivaux, ont pu travailler ensemble en équipe malgré leurs différences. Également, pendant la période où Kurt Angle et Chris Benoit formaient une équipe en 2002, ils jouaient des personnages de tweener, rivalisant avec les faces Edge et Rey Mysterio, et les heels Los Guerreros. Carlito peut aussi être considéré comme un tweener comme il est populaire avec les fans mais s'attaquera à n'importe quelle personne qui se mettra sur son chemin. Hardcore Holly et Shawn Michaels sont de parfaits exemples de tweeners. Randy Orton aussi en rivalisant avec Cody Rhodes et Ted Dibiase
Un autre exemple de catcheur tweener, lorsque Edge avoue au public qu'il s'est servi d'eux pour arriver à ses fins. On pourrait dire qu'il a fait un heel turn mais il est encore acclamé par le public mais agit en heel.
Ou bien plus récemment CM Punk, en novembre 2011, lorsqu'il insulte Vince McMahon et vole le WWE championship. Également Dolph Ziggler qui attaqua Jack Swagger bien qu'il redeviendra heel quelque temps après.
À l'époque où les Champions du monde traversaient les États-Unis dans des matchs non-télévisés, Michaels était un tweener dans le fait où il était heel lorsqu'il affrontait un catcheur face et un face quand il affrontait un heel.